# Chuyện của cừu Timmy
Chuyện của cừu Timmy (tựa gốc tiếng Anh: Timmy Time) là một loạt phim hoạt hình tĩnh vật dành cho trẻ em mầm non được tạo ra và sản xuất bởi nhà sản xuất Bob the Builder - Jackie Cockle dành cho CBeebies của BBC và được sản xuất bởi Aardman Animations. Bắt đầu phát sóng tại Vương quốc Anh vào ngày 6 tháng 4 năm 2009. Là một phần spin-off của Chú cừu Shaun, bản thân là một phần spin-off của bộ phim Wallace và Gromit A Close Shave (1995).
Hai phần đầu tiên dài 26 tập. Tại Vương quốc Anh, lần phát gần đây nhất bắt đầu vào tháng 9 năm 2011 trên CBeebies. Ở Úc, phần 1 bắt đầu vào tháng 5 năm 2009 trên ABC1 và phần 3 vào tháng 5 năm 2011 trên ABC 4 Kids. Bộ phim cũng được phát sóng tại Hoa Kỳ trên Playhouse Disney, sau này được gọi là Disney Junior, bắt đầu từ ngày 13 tháng 9 năm 2010, nhưng sau đó đã kết thúc phát sóng vào tháng 5 năm 2014.

## Tiền đề và định dạng
Trong loạt phim này, Timmy và những người bạn của cậu phải học cách chia sẻ, kết bạn và chấp nhận lỗi lầm của mình. Họ được giám sát bởi hai giáo viên, diệc Harriet và cú Osbourne. Loạt phim nhắm đến đối tượng khán giả chủ yếu là trẻ em ở độ tuổi mẫu giáo, được công ty mô tả là "bước tiếp theo tự nhiên của Aardman".
Loạt phim bao gồm các tập dài mười phút, không có nhiều lời thoại, giống như Chú cừu Shaun, Wallace và Gromit và A Close Shave. Shaun, bạn bè của anh, Bitzer và Người nông dân đều vắng mặt. Quá trình quay một tập đã được giới thiệu trong How It's Made trên Discovery Channel.
Trong quá trình phát triển, loạt phim được gọi đơn giản là Timmy. CBeebies đã mua bản quyền phát sóng loạt phim này tại Vương quốc Anh vào tháng 10 năm 2007.
Năm 2018, Aardman cộng tác với Hội đồng Anh để tạo ra "Learning Time with Timmy", một chương trình nhằm khuyến khích trẻ em từ 2–6 tuổi trên khắp thế giới học tiếng Anh, cùng với một chương trình độc quyền trên YouTube và ba ứng dụng.
Vào tháng 10 năm 2019, Aardman đã công bố phiên bản khởi động lại mới của 78 tập hiện có dành cho CBeebies có tựa đề It's Timmy Time, bắt đầu phát sóng vào cuối tháng. Các phiên bản này có lời tường thuật của tuyển chọn trẻ em mẫu giáo và có độ dài 5 phút so với các tập 10 phút ban đầu.

## Các tập phim
Danh sách tập phim Chuyện của cừu Timmy

## Các nhân vật

### Trẻ em
- Timmy là chú cừu con, nhân vật chính và thích được chú ý. Cậu bé 3 tuổi trong năm cừu và sau đó lên 4 tuổi trong tập phim Timmy's Birthday. Trong nhiều tập phim, anh gặp rắc rối. Tuy nhiên, anh học hỏi từ những sai lầm của mình và thường cố gắng giúp đỡ các nhân vật khác khi có thể. Anh là bạn thân nhất của Yabba và rất thân với Finlay. Anh cũng xuất hiện trong Chú cừu Shaun. Tiếng ồn của Timmy là baa.
- Yabba là một chú vịt con cái, đeo kính bảo hộ màu xanh lam và rất giống Timmy về tính cách và là bạn thân của anh. Tiếng kêu của Yabba là quack.
- Paxton là một chú lợn con có đặc điểm là thích táo và cân nặng của mình. Anh mặc một chiếc áo len màu xanh và không bao giờ được nhìn thấy nếu không có nó. Tiếng kêu của Paxton là oink.
- Mittens là một chú mèo con giống như những chú mèo con khác: nó không thích bị ướt hay bị vấy bẩn và khá nhạy cảm. Trong một số tập, cô dường như có tình cảm với Timmy. Cô luôn thích chơi đùa với những buổi dã ngoại. Tiếng ồn của Mittens là mee-eew.
- Ruffy là một chú cún năng động nhưng đôi khi có thể chậm chạp về tinh thần và anh cũng là một người bạn tốt. Tiếng kêu của Ruffy là ruff.
- Apricot là một chú nhím rất trầm lặng và lém lỉnh. Khi bị giật mình hoặc sợ hãi bởi ai đó hoặc thứ gì đó, cô sẽ cuộn tròn thành một quả bóng. Tiếng kêu của Apricot là hicoo, mặc dù cô hiếm khi nói.
- Stripey là một chú lửng hơi buồn ngủ và chậm chạp vì lửng là loài sống về đêm. Tiếng ồn của Stripey là honk.
- Kid là một chú dê háu ăn như Paxton và nhai bất cứ thứ gì trong tầm mắt. Nếu vật anh đang nhai bị lấy đi, anh không bận tâm, anh chỉ chuyển sang cái gì khác. Tiếng kêu của Kid là meep meep.
- Otus là một chú cú thích giúp đỡ và luôn kính trọng Osbourne. Người ta thường thấy anh đang đọc sách và rất nhạy cảm, đôi khi sao chép Osbourne. Otus thường bị nhầm lẫn là nữ do giọng nói nữ tính và bộ lông màu hồng và tím. Tiếng kêu của Otus là too-wit, too-hoo.
- Finlay là một chú cáo rất dễ bị kích động và tràn đầy năng lượng. Tiếng kêu của Finlay là yip-yap.

### Giáo viên
- Harriet là một chú diệc nói bằng tiếng kêu và tiếng click. Cô là một trong hai giáo viên. Tiếng ồn của Harriet là cluck.
- Osbourne là một chú cú, giáo viên còn lại của lớp. Tiếng kêu của Osbourne là hoot-hoot.

### Nhân vật phụ
- Bumpy là một chú sâu bướm không thuộc lớp nhưng có nhiều lần xuất hiện trong loạt phim. Tiếng kêu của Bumpy là blee blub.
- Mẹ của Timmy là một chú cừu cũng không phải là thành viên của lớp, nhưng xuất hiện trong đoạn mở đầu, "Timmy's Christmas Surprise" và phần cuối phim. Cô cũng xuất hiện trong Chú cừu Shaun. Tiếng kêu của mẹ Timmy là baa.